# Мурсалов, Эльшад
Эльшад Мурсалов (англ. Elshad Mursalov; род. 1949, Баку) — азербайджанский, ранее советский, шашист, чемпион СССР по русским шашкам (1975), чемпион Азербайджана по бразильским шашкам (2009). Национальный гроссмейстер Азербайджана, Мастер ФМЖД (1996).

## Спортивная карьера
Эльшад Мурсалов начал заниматься шашками в бакинском Дворце пионеров и школьников под руководством заслуженного тренера СССР Николая Хачатурова.
В 1975 году на чемпионате СССР по русским шашкам разделил 1-2 места с другим бакинским шашистом Борисом Симоняном.
С 1992 года представляет на международных соревнованиях Азербайджан. В 1996 году ему присвоено звание мастера Всемирной федерации шашек и по ее рейтингу на 2004 год он входил в число 15-ти сильнейших шашистов мира. В 2008 году был участником первых Всемирных интеллектуальных игр в Пекине в соревнованиях по 64-клеточным шашкам по бразильской версии среди 54-х шашистов мира.
В 2009 году стал чемпионом Азербайджана по бразильским шашкам.